# Maria Józefa Belgijska
Maria Józefa Charlotta Zofia Amalia Henrietta Gabriela Koburg (Sachsen-Coburg-Gotha) (ur. 4 sierpnia 1906 w Ostendzie, zm. 27 stycznia 2001 w Genewie) – księżniczka belgijska, królowa Włoch.

## Życiorys
Była córką króla Belgów Alberta I i królowej Elżbiety Gabrieli. 8 stycznia 1930 w Rzymie poślubiła księcia Piemontu, następcę tronu Włoch, Humberta. Od zamążpójścia mogła korzystać z prawa występowania w białym stroju podczas audiencji u papieża, tzw. przywilej bieli.
Z tego związku urodziła się czwórka dzieci:
- Maria Pia Ludwika (ur. 1934)

∞ (1) książę Aleksander Karadziordziewić (syn regenta Pawła Karadziordziewicia)
∞ (2) książę Michał Burbon-Parmeński (wnuk Roberta Parmeńskiego)
- Wiktor Emanuel IV (ur. 1937), książę Neapolu, pretendent do tronu Włoch

∞ Marina Doria
- Maria Gabriella Elżbieta (ur. 1940)

∞ Robert Zellinger de Balkany
- Maria Beatrice Karolina (ur. 1943)

∞ Luis Reyna
Maria Józefa po swojej matce odziedziczyła kapryśny charakter i niechęć do życia dworskiego. Lubiła sport i muzykę, budziła podziw rozległą i ugruntowaną wiedzą. Jej uroczystości ślubne były bardzo bogate. Przez cały tydzień organizowane były liczne zabawy, a ulicami miasta defilowali tłumnie Włosi w strojach ludowych. Maria była bardzo zakochana w mężu, jednak on zdawał się nie odwzajemniać jej uczuć. Jej małżeństwo okazało się niezbyt szczęśliwe.
9 maja 1946 została koronowana na królową Włoch. Panowanie jej męża trwało 33 dni. Razem z mężem wyjechała do Portugalii. Po pewnym czasie, cierpiąca na chorobę oczu, królowa przeniosła się do Szwajcarii, gdzie panował bardziej sprzyjający dla niej klimat. Ze względu na fakt, że stosunki między Humbertem i Marią nie uległy poprawie, królowa postanowiła pozostać tam na stałe. Małżonkowie nie zerwali jednak ze sobą kontaktów, odnosili się do siebie bardzo uprzejmie, a nawet z wyraźną kurtuazją, król przysyłał często żonie wspaniałe bukiety kwiatów i perfumy.
Królowa poświęcała się działalności charytatywnej i organizowaniu imprez artystycznych, pisała także książki o swoich rodzicach i dynastii sabaudzkiej, dzięki czemu odzyskała po części utracony prestiż.